# Karam Mashour
Karam Mashour (in ebraico כארם משעור‎?; Nazareth, 9 agosto 1991) è un cestista israeliano.

## Palmarès
- Campionato israeliano: 1

Maccabi Tel Aviv: 2017-18
- Coppa di Lega israeliana: 1

Maccabi Tel Aviv: 2017
- Lega Balcanica: 1

Hapoel Galil Elyon: 2021-2022